# Sumitomo Corporation
Sumitomo Corporation est une entreprise japonaise qui fait partie de l'indice TOPIX 100. Il s'agit d'une Sōgō shōsha.
Elle fait partie du groupe Sumitomo.

## Historique
En 2005, Sumitomo Corporation acquiert la société floridienne de pièces et services (surtout des pneumatiques) pour l'automobile TBC Corporation. La marque TBC est maintenue (environ 1200 magasins franchisés en 2012).
En octobre 2013, Sumitomo Corporation acquiert le producteur d'acier américain Edgen Group pour 520 millions de dollars.
En février 2014, Sumitomo Corporation prend contrôle en totalité de l'entreprise australienne de négoce agricole Emerald Grain, qu'il détenait jusqu'alors qu'à 50 %.
En décembre 2016, Sumitomo annonce une offre d'acquisition sur Fyffes de 751 millions d'euros.
En août 2020, la holding Berkshire Hathaway dirigée par Warren Buffet investit dans un peu plus de 5 % de la société, ainsi que dans ses quatre principales concurrentes.